# Andrzej Buras
Andrzej Jerzy Buras (Varsóvia, 26 de outubro de 1946) é um físico teórico polonês, que trabalha com física de partículas.

## Formação e carreira
Buras estudou física na Universidade de Varsóvia, onde obteve o diploma em 1971 seguindo então para o Instituto Niels Bohr na Universidade de Copenhague, onde obteve um doutorado em 1972 e esteve no pós-doutorado até 1975. De 1975 a 1977 esteve no grupo teórico da Organização Europeia para a Pesquisa Nuclear (CERN) e depois até 1982 foi membro do grupo teórico do Fermilab. A partir de 1982 foi membro do Instituto Max Planck de Física em Munique e foi em 1988 professor da Universidade Técnica de Munique.
É membro da Academia de Ciências da Baviera (2010) e membro da Academia de Ciências da Polônia (2013).
Recebeu a Medalha Max Planck de 2020.

## Publicações selecionadas
- com John Ellis, Mary Gaillard, Dimitri Nanopoulos: Aspects of the Grand Unification of Strong, Weak and Electromagnetic Interactions, Nucl. Phys. B, Band 135, 1978, S. 66–92
- com K. J. F. Gaemers: Simple Parametrizations of Parton Distributions with {\displaystyle q^{2}} Dependence Given by Asymptotic Freedom, Nucl. Phys. B, Band 132, 1978, S. 249–267
- Asymptotic Freedom in Deep Inelastic Processes in the Leading Order and Beyond, Reviews of Modern Physics, Band 52, 1980, S. 199
- com William Bardeen, D. Duke, T. Muta: Deep Inelastic scattering beyond the leading order in asymptotic free gauge theories, Phys. Rev. D, Band 18, 1987, S. 3998–4017.
- com Matthias Jamin, Peter H. Weisz: Leading and Next-to-leading QCD Corrections to {\displaystyle \epsilon }-Parameter and {\displaystyle B_{0}} −{\displaystyle {\overline {B_{0}}}} Mixing in the Presence of a Heavy Top Quark, Nucl. Phys. B, Band 347, 1990, S. 491–536
- Weak Hamiltonian, CP violation and rare decays, Les Houches, Lectures 1997, Arxiv, pdf.
- com Gerhard Buchalla, Markus E. Lautenbacher: Weak decays beyond leading logarithms, Rev. Mod. Phys, Band 68, 1996; S. 1125–1144.
- com W. Altmannshofer, S. Gori, P.  Paradisi, D. Straub: Anatomy and Phenomenology of FCNC and CPV Effects in SUSY Theories,  Nucl. Phys. B, Band 830,  2010, S. 17–94, Arxiv
- Flavour Theory and the LHC Era, Plenarvortrag Physics at the LHC, DESY 2010, Arxiv
- com Jennifer Girrbach, D. Guadagnoli, G. Isidori: On the Standard Model Prediction for Bs→ μ+ μ-, Eur. Phys. J. C, Band 72, 2012, S. 2172, Arxiv
- com Jennifer Girrbach: Towards the Identification of New Physics through Quark Flavour Violating Processes, Reports on Progress in Physics, Band 77,  2014, S. 086201, Arxiv
- com J. Girrbach, R. Ziegler: Particle-Antiparticle Mixing, CP Violation and Rare Decays in a Minimal Theory of Fermion Masses, 2013, Arxiv
- Revival of Kaon Flavour Physics, Vortrag QCD at Work, Bari 2016, Arxiv